# 4050-es busz
A 4050-es jelzésű autóbuszvonal Kazincbarcika és Varbó között húzódó helyközi vonal, amelyet a Máv Személyszállítási Zrt. üzemeltet Sajószentpéter és Kondó érintésével.

## Útvonala
Kazincbarcika autóbusz-állomásról indul. Az Építők útján, a kórház felé halad, majd a városházát, a központi iskolát és a temetőt is érinti, a Szent Flórián teret tűzi ki céljául. Itt a 26-os főútra fordul, majd a BorsodChem szomszédságában azon is marad. A bányagépjavítót is elhagyja, első település Sajószentpéter. A város vasútállomása vonalközi végállomás (csak az itt végállomásozó buszok érintik), sok járat innen indul a Nyögő-patak falvaiba. Ezt követően Sajókápolna és Sajólászlófalva települések határában fut útvonala, utóbbiba egy tanítási napokon közlekedő be is tér. A vonal 15. kilométerénél érkezik a 4 összenőtt településre: Kondó község az esetek felében érintett, de nagyobb arányban a 3754-es és 3756-os buszok által; Radostyánon és Parasznyán keresztülhalad a 2517-es mellékút, ezáltal minden forda; Varbó bányászemlékművénél végállomásozik.
Ellentétes irányban útvonala változatlan.

## Közlekedése
Indításszáma magas, Sajószentpéter parasznyai elágazásában autóbuszos kapcsolat biztosított Miskolc és Kazincbarcika felől/felé (3765-ös vonal). Vegyesen közlekednek rajta szólók és csuklósok reggeltől estig a hét minden napján. A Sajószentpéter – Varbó szakaszon nagyobb kiszolgálást nyújtanak az imént említett 3754-es és 3756-os autóbuszjáratok, tanítási napokon 2 alkalommal a 4049-es busz.
| Viszonylat                                           | Indításszám     | Közlekedési rend          |
| ---------------------------------------------------- | --------------- | ------------------------- |
| Kazincbarcika, aut. áll. – Varbó, emlékmű            | 3 oda, 5 vissza | tanítási napokon          |
| Kazincbarcika, aut. áll. – Varbó, emlékmű            | 3 oda, 4 vissza | tanszünetben munkanapokon |
| Kazincbarcika, aut. áll. – Varbó, emlékmű            | 2 pár           | szabadnapokon             |
| Kazincbarcika, aut. áll. – Varbó, emlékmű            | 1 pár           | munkaszüneti napokon      |
| Sajószentpéter, vá. – Kondó, aut. ford.              | 1 pár           | hétvégén                  |
| Sajószentpéter, vá. – Varbó, emlékmű                 | 9 oda, 7 vissza | tanítási napokon          |
| Sajószentpéter, vá. – Varbó, emlékmű                 | 9 oda, 5 vissza | tanszünetben munkanapokon |
| Sajószentpéter, vá. – Varbó, emlékmű                 | 4 pár           | szabadnapokon             |
| Sajószentpéter, vá. – Varbó, emlékmű                 | 3 pár           | munkaszüneti napokon      |
| Sajószentpéter, parasznyai elág. ➝ Varbó, emlékmű    | 1 oda           | tanítási napokon          |
| Sajószentpéter, parasznyai elág. ➝ Varbó, emlékmű    | 1 oda           | munkaszüneti napokon      |
| Sajószentpéter, parasznyai elág. ➝ Varbó, emlékmű    | 1 vissza        | tanszünetben munkanapokon |
| Varbó, emlékmű ➝ Berente, Bányagépjavító üzem        | 1 oda           | munkanapokon              |
| Sajószentpéter, parasznyai elág. → Kondó, aut. ford. | 1 oda           | tanítasi napokon          |

## Megállóhelyei
| 0 | Kazincbarcika, autóbusz-állomás végállomás               | 0.0 km  | 3, 9 1054 3408, 3756, 3763, 3764, 3765, 3766, 3767, 3770, 3772, 3773, 4040, 4041, 4046, 4047, 4048, 4052, 4057, 4059, 4060, 4065, 4066, 4069, 4070, 4075, 4080, 4082, 4083, 4084, 4154                                                        |
| 1 | Kazincbarcika, Ifjúmunkás tér                            | 0.8 km  | 3 3408, 3756, 3763, 3764, 3765, 3770, 3772, 3773, 4040, 4041, 4044, 4047, 4048, 4052, 4057, 4059, 4060, 4065, 4066, 4069, 4070, 4075, 4080, 4082, 4083, 4084, 4153                                                                            |
| 2 | Kazincbarcika, kórház                                    | 1.2 km  | 3 1054 3408, 3756, 3763, 3764, 3765, 3770, 3772, 3773, 4040, 4041, 4044, 4047, 4048, 4052, 4057, 4059, 4060, 4065, 4066, 4069, 4070, 4075, 4080, 4082, 4083, 4084, 4153                                                                       |
| 3 | Kazincbarcika, városháza                                 | 1.6 km  | 3 1369, 1384, 1410, 1411 3756, 3763, 3764, 3765, 3770, 3772, 3773, 4040, 4041, 4044, 4047, 4048, 4052, 4059, 4060, 4063, 4065, 4067, 4069, 4070, 4075, 4080, 4082, 4083, 4084                                                                 |
| 4 | Kazincbarcika, központi iskola                           | 2.0 km  | 3756, 3763, 3764, 3765, 3770, 3772, 3773, 4040, 4041, 4044, 4047, 4048, 4052, 4059, 4060, 4063, 4065, 4067, 4069, 4070, 4075, 4080, 4082, 4083, 4084                                                                                          |
| 5 | Kazincbarcika, temető                                    | 2.7 km  | 3756, 3763, 3764, 3765, 3766, 3767, 3770, 3772, 3773, 4040, 4041, 4044, 4046, 4047, 4048, 4052, 4059, 4063, 4065, 4066, 4067, 4069, 4070, 4075, 4080, 4082, 4083, 4084                                                                        |
| 6 | Kazincbarcika, Szent Flórián tér autóbusz-váróterem      | 3.6 km  | 1054, 1369, 1384, 1410, 1411 3756, 3763, 3764, 3765, 3766, 3767, 3769, 3770, 3772, 3773, 4040, 4041, 4043, 4044, 4045, 4046, 4047, 4048, 4052, 4059, 4061, 4063, 4065, 4066, 4067, 4069, 4070, 4075, 4079, 4080, 4081, 4082, 4083, 4084, 4194 |
| 7 | Kazincbarcika, Volán-telep                               | 4.0 km  | 3756, 3763, 3764, 3765, 3770, 3773, 4045, 4046, 4047, 4048, 4052, 4058, 4061, 4062, 4063, 4067, 4070, 4075, 4081, 4082 |
| 8 | Kazincbarcika, BorsodChem IV. kapu                       | 5.0 km  | 1369, 1384 3756, 3763, 3764, 3765, 3770, 3773, 4045, 4046, 4047, 4048, 4052, 4058, 4061, 4062, 4063, 4067, 4070, 4075, 4081, 4082 |
| 9 | Berente, PVC gyár bejárati út                            | 6.4 km  | 1369, 1384, 1410, 1411 3756, 3763, 3764, 3765, 3766, 3767, 3769, 3770, 3773, 4045, 4046, 4047, 4048, 4052, 4058, 4061, 4062, 4063, 4067, 4070, 4075, 4081, 4082                                                                               |
| 10 | Berente, Bányagépjavító üzem vonalközi végállomás        | 7.7 km  | 3756, 3763, 3764, 3765, 3770, 3773, 4045, 4046, 4048, 4049, 4052, 4058, 4061, 4062, 4063, 4067, 4070, 4075, 4081, 4082 |
| 11 | Sajószentpéter, Szabadságtelep                           | 9.0 km  | 3756, 3761, 3763, 3764, 3765, 3770, 3773, 4049, 4051 |
| ∫ | Sajószentpéter, vasútállomás vonalközi végállomás        | ∫       | 4051 Sajó expresszvonat, személyvonat – Sajószentpéter [92.] |
| 12 | Sajószentpéter, parasznyai elágazás vonalközi végállomás | 9.5 km  | 1369, 1384, 1410, 1411 3754, 3756, 3761, 3763, 3764, 3765, 3766, 3767, 3769, 3770, 3773, 4049, 4051, 4098 |
| 13 | Sajószentpéter, Vörösmarty utca 68.                      | 10.3 km | 3754, 3756, 4049 |
| 14 | Sajószentpéter, Elzett-Certa bejárati út                 | 11.7 km | 3754, 3756, 4049 |
| 15 | Sajókápolna, Egressy utca                                | 12.5 km | 3754, 3756, 4049 |
| 16 | Sajólászlófalva, Vörösmarty utca                         | 13.9 km | 3754, 3756, 4049 |
| Tanítási napokon 1 alkalommal érintett.                                                                          |                                                          |         | |
| ∫ | Sajólászlófalva, élelmiszerbolt                          | ∫       | 4049 |
| 16 | Sajólászlófalva, Vörösmarty utca                         | 13.9 km | 3754, 3756, 4049 |
| 17 | Kondói elágazás                                          | 14.9 km | 3754, 3756, 4049 |
| Tanítási napokon 14; tanszünetben munkanapokon 13; szabadnapokon 11; munkaszüneti napokon 8 alkalommal érintett. |                                                          |         | |
| ∫ | Kondó, Szabadság utca                                    | ∫       | 3754, 3756, 4049 |
| ∫ | Kondó, autóbusz-forduló vonalközi végállomás             | ∫       | 3754, 3756, 4049 |
| ∫ | Kondó, Szabadság utca                                    | ∫       | 3754, 3756, 4049 |
| 18 | Radostyán, községháza                                    | 15.7 km | 3754, 3756, 4049 |
| 19 | Parasznya, újtelep                                       | 16.5 km | 3754, 3756, 4049 |
| 20 | Parasznya, orvosi rendelő                                | 16.9 km | 3754, 3756, 4049 |
| 21 | Parasznya, emlékmű                                       | 17.4 km | 3754, 3756, 4049 |
| 22 | Parasznya, varbói elágazás                               | 17.7 km | 3754, 3756, 4049 |
| 23 | Varbó, Dózsa György utca 83/b.                           | 18.4 km | 3754, 3756, 4049 |
| 24 | Varbó, Dózsa György utca 37.                             | 18.8 km | 3754, 3756, 4049 |
| 25 | Varbó, emlékmű végállomás                                | 19.2 km | 3754, 3756 |